# Колесников, Владислав Григорьевич
Владисла́в Григо́рьевич Коле́сников (11 августа 1925, Перелёшино, Воронежская губерния — 3 апреля 2015, Москва) — советский государственный деятель, Министр электронной промышленности СССР (1985—1991), Герой Социалистического Труда (1975). Член-корреспондент Академии наук СССР (1984; РАН). Лауреат Ленинской премии.

## Биография
Трудовой путь начал в 1941 году слесарем Тульского оружейного завода Наркомата вооружения СССР, эвакуированного в Медногорск. С 1943 года — слесарь паровозного депо станции Касторная Московско-Донбасской железной дороги.
С 1945 года учился в Воронежском радиотехникумм. В 1948—1952 годы — техник, инженер, начальник лаборатории, заместитель главного конструктора Воронежского завода радиодеталей. В 1952—1954 годы — сотрудник торгового представительства СССР в Германской Демократической Республике. В 1954—1958 годы — заместитель главного конструктора Воронежского завода радиодеталей. В 1958—1960 годы — главный технолог, начальник особого конструкторского бюро завода № 330 Воронежского совнархоза.
В 1960 году окончил вечернее отделение Воронежского политехнического института по специальности «радиоинженер». С 1960 года — главный инженер Воронежского завода полупроводниковых приборов, в 1966 году назначен директором завода. В 1969 году возглавил образованное основе завода полупроводниковых приборов объединение «Электроника», сохранив пост директора завода.
С 1971 года по 1985 год — первый заместитель министра электронной промышленности СССР, в 1985 году назначен министром, занимал пост вплоть до упразднения министерства.
Член КПСС с 1961 года. Член ЦК КПСС в 1986—1990 годах. Депутат Верховного Совета СССР 11-го созыва.
С ноября 1991 года — персональный пенсионер союзного значения. Умер в 2015 году, похоронен на Троекуровском кладбище.
Награждён двумя орденами Ленина, орденом Октябрьской Революции, орденом «Знак Почёта». Лауреат Ленинской премии (1966). Лауреат Государственной премии СССР (1984). Почётный гражданин Воронежа (08.09.2010).